# Val d'Ille U Classic 35
La Val d'Ille U Classic 35 è stata una corsa in linea maschile di ciclismo su strada che si svolgeva a La Mézière, nel dipartimento Ille-et-Vilaine in Francia, annualmente nel mese di aprile. Dal 2010 faceva parte del circuito continentale UCI Europe Tour come evento di classe 1.2.
Creata nel 2001, la corsa era in programma nel calendario nazionale francese. Nel 2010 è entrata a far parte del calendario dell'UCI Europe Tour, nella categoria 1.2. Di conseguenza possono prendervi parte squadre con lincenza Professional Continental francese, Continental, squadre nazionale e regionali o club.
La Val d'Ille U Classic 35 era organizzata dall'associazione Les Rayons du Val d'Ille, che raccoglieva fondi per la lotta contro la spondilite anchilosante.

## Albo d'oro
Aggiornato all'edizione 2013.
| Anno | Vincitore         | Secondo             | Terzo                 |
| ---- | ----------------- | ------------------- | --------------------- |
| 2001 | Julien Roussel    | Sébastien Coué      | Jérôme Lambert        |
| 2002 | Freddy Bichot     | Freddy Ravaleu      | Christophe Guillome   |
| 2003 | Alexandre Urbain  | Guillome Judas      | John Gadret           |
| 2004 | Cyril Vitry       | Yannick Piriou      | Benjamin Derrien      |
| 2005 | Guillaume Duval   | Guillaume Le Floc'h | Yves Delarue          |
| 2006 | Cédric Hervé      | Yoann Offredo       | Jean Philippe Ribault |
| 2007 | David Piva        | Stéphane Bonsergent | Guillaume Blot        |
| 2008 | Mickaël Renou     | Nicolas Jouanno     | Gaël Malacarne        |
| 2009 | Yannick Martinez  | Morgan Kneisky      | Arnaud Molmy          |
| 2010 | Jimmy Casper      | Yohann Gène         | Benjamin Verraes      |
| 2011 | Guillaume Louyest | Thomas Bouteille    | David Chopin          |
| 2012 | Éric Berthou      | Maxime Le Montagner | Benjamin Verraes      |
| 2013 | Nacer Bouhanni    | Bryan Coquard       | Jaŭhen Hutarovič      |
| 2014 | non organizzata   | non organizzata     | non organizzata       |